# Ronnie Brown

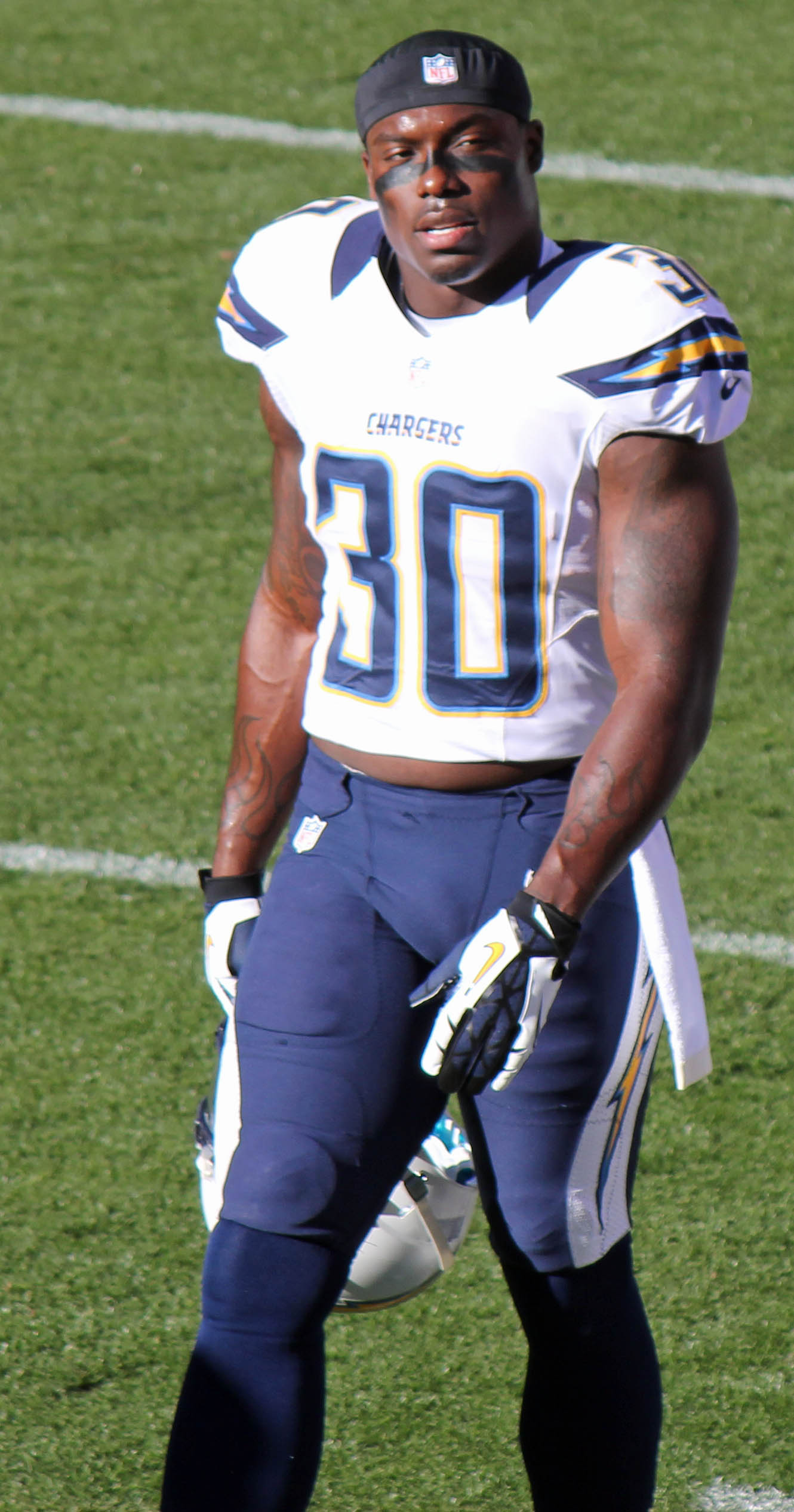
Ronnie Brown, 2012.

Ronnie G. Brown Jr., född 12 december 1981 i Rome i Georgia, är en amerikansk före detta utövare av amerikansk fotboll som tillbringade tio säsonger (2005–2014) i den amerikanska proffsligan National Football League (NFL). Han spelade som running back för Miami Dolphins, Philadelphia Eagles, San Diego Chargers och Houston Texans.
Brown draftades av Miami Dolphins i första rundan i 2005 års draft som andre spelare totalt.
Innan han blev proffs studerade Brown vid Auburn University och spelade för deras idrottsförening Auburn Tigers.
Han är kusin till Ashton Hagans och Trey Thompkins.